# Explorer 9

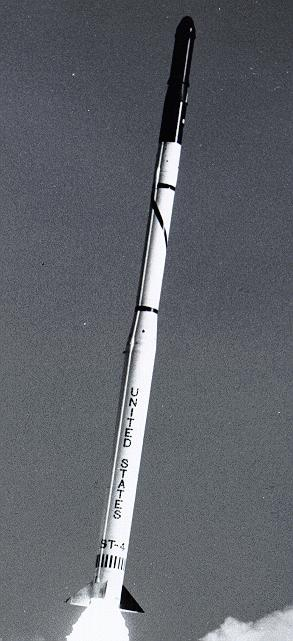
Lancio dell'Explorer 9.

L'Explorer 9 fu un satellite statunitense appartenente al Programma Explorer, il suo compito fu di studiare la densità atmosferica.

## La missione
Explorer 9 fu lanciato il 16 febbraio del 1961 tramite un razzo Scout X1 dalle isole Wallops.
La sonda fu la prima di una serie di satelliti gonfiabili progettati solo per lo studio della densità atmosferica.
Dato il suo basso peso, solo 36 kg, il vettore che lo immise in orbita utilizzava quattro stadi tutti a propellente solido. Il satellite si gonfiava dopo la separazione dall'ultimo stadio.
Grazie alla sua forma simmetrica, la sonda era l'ideale per studiare le variazioni della densità dell'alta atmosfera nell'arco delle stagioni e in base alla latitudine e longitudine; infatti un suo costante monitoraggio da terra forniva parametri importanti per comprendere il comportamento degli strati alti atmosferici.
Explorer 9 rientrò nell'atmosfera il 9 aprile del 1964.

## Il satellite
L'Explorer 9 era in sostanza una sfera di 3,66 metri di diametro gonfiata con azoto e costituita da fogli di alluminio alternato con mylar, sulla superficie esterna erano uniformemente distribuite delle circonferenze di 5,1 cm di diametro verniciate di bianco necessarie per il controllo termico. Prima della separazione dal vettore di lancio, la sonda, era contenuta in un cilindro di 21,6 cm di diametro e di 48,3 cm di lunghezza dal quale veniva espulsa tramite delle piccole cariche esplosive.
La sfera era divisa al suo equatore da una striscia di mylar la quale fungeva da antenna. Un radiofaro da 15 mW a 136 MHz utilizzava tale antenna per trasmettere un segnale utile a tracciare la rotta dell'Explorer 9.
Purtroppo tale radiofaro smise di funzionare dopo la prima orbita e per tracciare il satellite fu utilizzata una rete di telescopi Baker-Nunn situati a terra. L'energia elettrica era fornita da pannelli solari e batterie ricaricabili.